# Тірсулі
Тірсулі (бенг. ত্রিশূলী পর্বত) — гірська вершина в Гімалаях. Знаходиться на території національного парку Нанда-Деві в окрузі Пітхораґарх регіону Кумаон, штату Уттаракханд, індійського.

## Загальні відомості
Разом зі Нанда-Деві Східна (7434 м), Дунагірі (7066 м) і Чангабенг (6864 м) оточує найвищу вершину регіону — Нанда-Деві (7816 м).
У 1939 році під час польської експедиції на Нанда-Деві, при сходженні лавини на Тірсулі, загинули альпіністи Карпінський Адам і Стефан Бернадзікевич.
Перше сходження на вершину здійснили 19 листопада 1966 р. Ніррапада Маллік, Шіабал Чакраворті, Таші (шерп), Дорджі (шерпа).